# Eugene Francis Kranz
Eugene "Gene" Francis Kranz va néixer el 17 d'agost de 1933 a Toledo, Ohio (Estats Units). Kranz va servir com a director de vol de la NASA durant el Projecte Gemini i el Programa Apollo.
Gene Kranz va estudiar enginyeria aeronàutica a Parks College i es va graduar el 1954. Va ser llavors admès en les Forces Aèries USAF, on va treballar quatre anys. El 1960, Kranz es va incorporar a la NASA i va ser assignat a un grup de treball a Fort Langley, Florida, com a assistent del director de vol per al Projecte Mercury.
El 1968, va ser designat cap de la Divisió de Control de Missions i el 1970, va ser promocionat a Director de Vol quan es desenvolupava la missió Apollo 13.
El seu característic pentinat molt curt juntament amb la seva personalitat forta i carismàtica li van fer guanyar-se el qualificatiu d'"home míssil d'ulls d'acer", que és com es denominava als membres de la NASA amb més qualitats en situacions difícils. Tenia el costum d'estrenar una immaculada armilla blanca confeccionada per la seva dona Marta, diferent per a cada missió en la qual dirigiria el seu equip, l'"Equip Blanc".
Va ser un dels directors de vol principals quan l'Apollo 11 allunà el 1969 i també durant l'accident de l'Apollo 13 el 1970, on va mostrar un extraordinari control de si mateix i de l'angoixant situació, coratge i criteri.
Se li atribueix erròniament la frase: "El fracàs no és una opció" durant la reunió d'emergència de l'Apollo 13. Tot i que la frase li va agradar tant que la va fer servir de títol a la seva memòria.
Gràcies al seu carisma, intel·ligència i capacitat de lideratge, va aconseguir salvar situacions molt difícils en la direcció dels vols espacials.
La seva última intervenció com a director de vol va ser al desembre de 1993, dirigint la missió del transbordador espacial per reparar el Telescopi espacial Hubble.
Es va retirar al març de 1994, després de 37 anys d'impecable servei federal. Ha estat guardonat amb nombrosos premis i reconeixements, entre d'altres el guardó de la Medalla Presidencial de la Llibertat, per serveis distingits concedit per Richard Nixon. A més, el president Reagan el va incloure en el seu personal com a Membre distingit del Servei Executiu, i al cap del temps segueix sent considerat un dels millors líders, amb ampli reconeixement entre els seus companys de la NASA.
Ja retirat, va escriure la seva autobiografia: Failure is not an option i ha aparegut en documentals de reconeguts canals en temes relacionat amb la cursa espacial.